# Taksiyarhis-Kirche

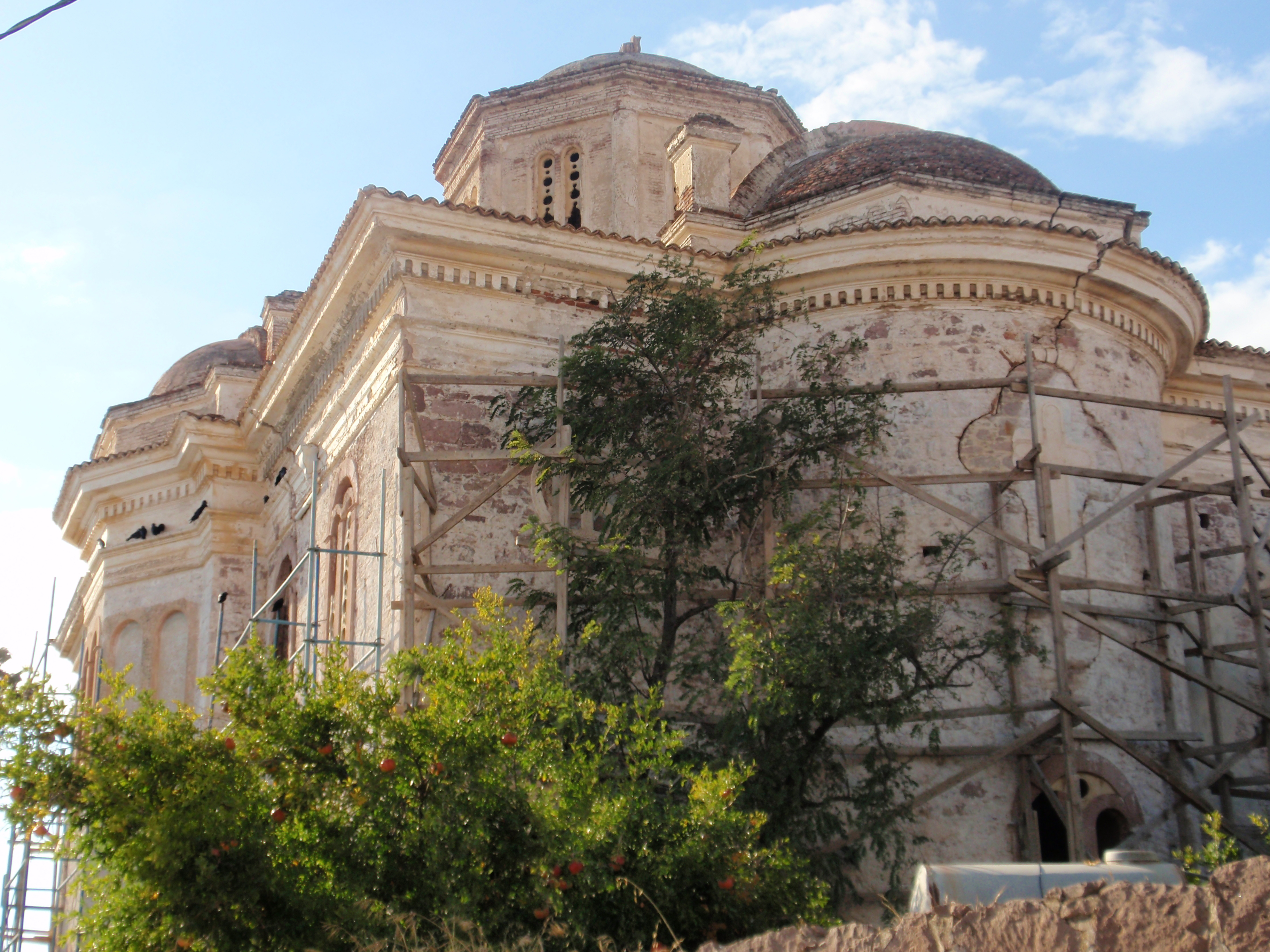
Die Taksiyarhis-Kirche vor der Restaurierung

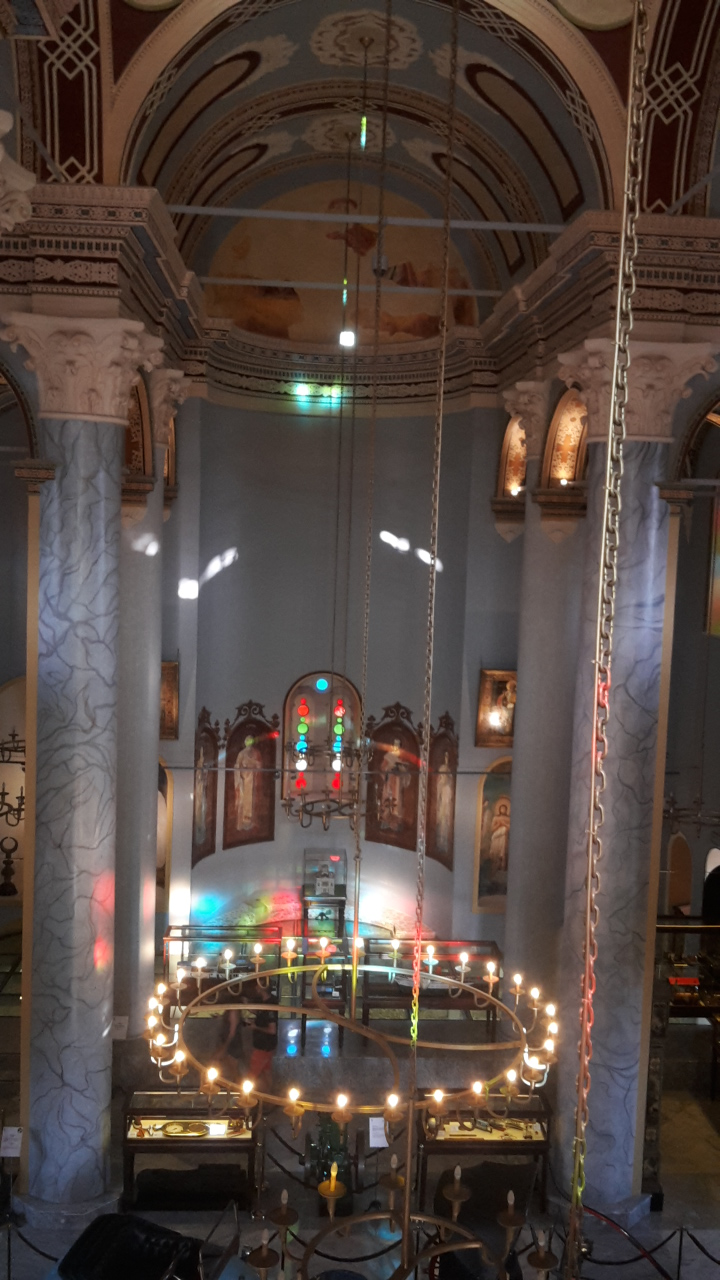
Innenraum nach der Restaurierung

Die Taksiyarhis-Kirche (türkisch Taksiyarhis Kilisesi ‚Taxiarchen-Kirche‘, von griechisch Ταξιάρχης Taxiarchēs/Taxiarchis) ist eine griechisch-orthodoxe Kirche des 19. Jahrhunderts auf der Insel Alibey Adası (Cunda) vor der türkischen Küste bei Ayvalık, die früher vor allem von Griechen bewohnt war.

## Geschichte
Die Taksiyarhis-Kirche wurde im Jahre 1873 auf den Grundmauern einer Vorgängerkirche errichtet. Gewidmet war sie den Taxiarches, also den Erzengeln Gabriel und Michael. 1927 wurden der Bau in eine Moschee umgewandelt, die Ikonostase entfernt und die Fresken übermalt. Allerdings wurde das Gebäude 1944 bei einem Erdbeben so stark beschädigt, dass es aufgegeben wurde. Seit 1989 steht das Gebäude unter Denkmalschutz. 2011 wurde es umfassend renoviert und am 31. Mai 2014 als Rahmi-M.-Koç-Museum Ayvalık eröffnet.

## Architektur
Der Kreuzbau mit zentraler Kuppel ist im neoklassizistischen Stil erbaut. Bei der Renovierung erhielt sie einen gelben Anstrich.

## Glocken
Von den Glocken in den beiden Glockentürmen ist nur noch eine verblieben: Nach den Griechenverfolgungen im Osmanischen Reich 1914–1923 in der Provinz und deren endgültiger Vertreibung im Jahre 1923 wurde die Glocke des verbleibenden Glockenturmes während des Zweiten Weltkrieges genutzt, um die Bevölkerung zu alarmieren und informieren.  Diese Glocke befindet sich nun im Museum von Bergama.